# Primorsk, Kaliningrad oblast
Primorsk (ryska: Приморск, äldre tyskt namn: Fischhausen) är en stad vid en vik av lagunen Frisches Haff i Kaliningrad oblast i Ryssland. Folkmängden uppgår till cirka 2 000 invånare.

## Historia
4 km i sydväst låg borgen Lochstädt, där biskopen av Samland residerade. Fischhausen besattes av svenskarna 1626, och efter ritning av ingenjör Heinrich Thome anlades befästningar kring slottet och staden 1628-31. Fischhausen hade sedan svensk garnison till 1635, då det utrymdes.
Under preussiskt styre var Fischhausen en kretsstad i regeringsområdet Königsberg i Ostpreussen. 1900 hade orten 2 746 invånare. Efter Tysklands nederlag i andra världskriget tillföll orten Sovjetunionen och bytte namn till Primorsk.

## Kända personer med anknytning till orten
- Albrekt Fredrik av Preussen, avled 1618 i Fischhausen;
- Wilhelm Wien, född in 1864 i Fischhausen.